# Бобров, Рэм Васильевич
Рэм Васи́льевич Бобро́в (1930, Ленинград — 2006) — советский и российский учёный-лесовод и государственный деятель, специалист по благоустройству лесов и лесной рекреации, кандидат сельскохозяйственных наук. Автор популярных книг, пропагандирующих знания о лесе, историю лесного хозяйства, историк-публицист.

## Биография
Рэм Васильевич Бобров родился в 1930 году в Ленинграде. В 1954 году окончил Ленинградскую лесотехническую академию (ныне Санкт-Петербургская государственная лесотехническая академия им. С. М. Кирова), после чего три года был лесничим в Тосненском районе, а затем руководителем Выборгского лесхоза.
В 1960—1962 годах — заместитель начальника, а в 1962—1965 годах — начальник инспекции лесного хозяйства и охраны леса Главлесхоза по Ленинградской области, в 1965—1971 годах — руководитель Ленинградского управления лесного хозяйства.
В 1971—1988 годах — заместитель министра лесного хозяйства РСФСР. В 1988—2002 годах — заместитель директора Всероссийского научно-исследовательского и информационного центра по лесным ресурсам (ВНИИЦлесресурс).

## Публикации
Рэм Васильевич Бобров подготовил около 850 публикаций — монографий, популярных книг, брошюр, статей, очерков и заметок.
В 1966 году защитил кандидатскую диссертацию на тему «Исследование величины и окраски ложного ядра осины в зависимости от условий её роста».
В 1977 году вышла в свет монография «Благоустройство лесов».
Р. В. Боброву принадлежат исторические исследования, которые сделали известными многих заслуженных деятелей лесного хозяйства, одной из последних публикаций на эту тему является книга «Лесного дела старатели», напечатанная в 2004 году.
Кроме печатных работ по своей основной специальности у Рэма Васильевича имеются многочисленные публикации в Российском ритуально-духовном журнале «Реквием». Он был одним из ведущих рубрики «Забытые имена» в этом издании.

## Основные работы

### Диссертация
- Бобров Р. В. Исследование величины и окраски ложного ядра осины в зависимости от условий её роста : Автореф. дис. на соискание учен. степени канд. с.-х. наук : (540) / Ленингр. лесотехн. акад. им. С. М. Кирова. — Ленинград, 1969. — 17 с.

### Книги
- Бобров Р. В. Леса Ленинградской области. — Ленинград : Лениздат, 1970. — 52 с. : ил.
- Бобров Р. В. Любите лес : [Основы лесохоз. пропаганды] / Р. В. Бобров. — Москва : Лесная пром-сть, 1975. — 191 с.
- Бобров Р. В. Благоустройство лесов / Р. В. Бобров. — Москва : Лесная пром-сть, 1977. — 192 с. : ил.
- Бобров Р. В. Зелёный патруль / Р. В. Бобров. — Москва : Просвещение, 1977. — 144 с. : ил. ; 20 см. — (Пособие для учителей).
- Бобров Р. В. Беседы о лесе / Р. В. Бобров. — М. : Молодая гвардия, 1979. — 240 с. — (Эврика). — 100 000 экз. (в пер.)
- Бобров Р. В. Беседы о лесе. — 2-е изд. — М. : Мол. гвардия, 1982. — 240 с. : ил. ; 21 см. — (Эврика)
- Бобров Р. В. Критерии надежности управления в лесном хозяйстве : Конспект лекций / Всесоюз. ин-т повышения квалификации руководящих работников и специалистов лесн. хоз-ва. — Пушкино : Б. и., 1982. — 51 с.
- Бобров Р. В. Лесники из Прибрежного. Очерки / Р. В. Бобров. — М. : Современник, 1984. — 255 с. — (Наш день).
- Бобров Р. В. Всё о национальных парках / Р. В. Бобров. — М. : Молодая гвардия, 1987. — 224 с. — (Эврика). — 100 000 экз. (в пер.)
- Бобров Р. В. Мендовский проспект : Очерки [о лесоводах Ленингр. обл.] / Р. В. Бобров. — М. : Современник, 1987. — 272 с. — (Наш день). — 30 000 экз. (в пер.)
- Бобров Р. В. Лесная эстетика / Р. В. Бобров. — М.: Агропромиздат, 1989. — 192 с. — 9000 экз. — ISBN 5-10-000238-7. (в пер.)
- Бобров Р. В. Экзамен на лесничего : Кн. для учащихся ст. кл. сред. шк / Р. В. Бобров. — М. : Просвещение, 1990. — 155, [2] с. : ил. — (О профессиях, производстве и людях труда).
- Бобров Р. В. О, управлении лесами Отечества : (Ист. обзор) / [Р. В. Бобров]. — М. : ВНИИЦлесресурс, 1990. — 50 с. — (Организация лесохозяйственного производства, охрана и защита леса : Обзор. информ. / Всесоюз. н.-и. информ. центр по лесн. ресурсам СССР ; Вып. 6).
- Бобров Р. В. Лесные деятели России / [Р. В. Бобров]. — М. : ВНИИЦлесресурс, 1994. — 32 с. ; 21 см. — (Охрана и защита леса, механизация, лесные пользования : Обзор. информ. / Всерос. н.-и. информ. центр по лесн. ресурсам ; Вып. 6)
- Бобров Р. В. Лес в жизни и творчестве деятелей искусства и науки / Канд. с.-х. наук Р. В. Бобров ; Федер. служба лесн. хоз-ва России. Всерос. н.-и. и информ. центр по лесн. ресурсам. — М. : ВНИИЦлесресурс, 1995. — 54 с. ; 20 см. — (Библиотечка лесничего ; Вып. 1).
- Бобров Р. В. Лесная школа в Лисино / [Предисл. Р. Козырева] ; Федер. служба лесн. хоз-ва России. Ком. по лесу Ленингр. обл. Лисин. лесн. колледж. — [2-е изд.]. — СПб. : Ольга, 1995. — 163 c.
- Бобров Р. В. Лес в жизни и творчестве деятелей искусства и науки / Канд. с.-х. наук Р. В. Бобров ; Федер. служба лесн. хоз-ва России. Всерос. н.-и. информ. центр по лесн. ресурсам. — М. : ВНИИЦлесресурс, 1995. — 54 с.
- Бобров Р. В. Директора Лесного департамента [К 200-летию создания в России Лесн. департамента] / [К. с.-х. н. Р. В. Бобров]. — М. : ВНИИЦлесресурс, 1996. — 64 с. — (Библиотечка работника лесного хозяйства : Обзор. информ. / Всерос. н.-и. и информ. центр по лесн. ресурсам ; Вып. 8/9).
- Бобров Р. В. Дом у Золотого пруда (о Д. Н. Кайгородове) / Р. В. Бобров; Санкт-Петербургский научно-исследовательский институт лесного хозяйства. — СПб., 2001. — 454 с. — 2400 экз. — ISBN 5-900786-46-3. (в пер.)
- Бобров Р. В., Книзе А. А. Леса над Оредежем. — Санкт-Петербургский научно-исследовательский институт лесного хозяйства, 2003 — ISBN 5-900786-46-3
- Бобров Р. В. Лесного дела старатели (Об Александре Ефимовиче Теплоухове) // Санкт-Петербург, Центр полиграфических услуг. 2004

### Статьи
- Бобров Р. В. Забытые имена. — Реквием : российский ритуально-духовный журнал. — Санкт-Петербург: Специализированное производственно-бытовое государственное предприятие, СПб, 1-я Советская ул., 8, 1998. — С. 1—2. — 24 с.
- Бобров Р. В. Традиции не весомые, не зримые // Реквием : российский ритуально-духовный журнал. — Санкт-Петербург: Издательство Александра Сазанова, 1998. — № 37—38. — С. 30—31.
- Бобров Р. В. Герой Севастополя — А. А. Зеленый (Зеленой) // Реквием : российский ритуально-духовный журнал. — Санкт-Петербург: Издательство Александра Сазанова, 1999. — № 39/1. — С. 14—15.
- Бобров Р. В. Гуманитарная помощь из леса // Реквием : российский ритуально-духовный журнал. — Санкт-Петербург: Издательство Александра Сазанова, 1999. — № 40/2. — С. 13.
- Бобров Р. В. Председатель Пушкинской комиссии (Великий князь К. К. Романов) // Реквием : российский ритуально-духовный журнал. — Санкт-Петербург: Издательство Александра Сазанова, 1999. — № 41/3 — 42/4. — С. 7—9.
- Бобров Р. В. Начальник генерального штаба по крестьянской части граф П. Д. Киселёв (1837—1857) // Реквием : российский ритуально-духовный журнал. — Санкт-Петербург: Издательство Александра Сазанова, 1999. — № 43/5—44/6. — С. 25—27.
- Бобров Р. В. Особы приближённые к императору // Реквием : российский ритуально-духовный журнал. — Санкт-Петербург: Издательство Александра Сазанова, 2000. — № 1. — С. 73—78.
- Бобров Р. В. Главноуправляющий Землеустройства и Земледелия Александр Петрович Никольский // Реквием : российский ритуально-духовный журнал. — Санкт-Петербург: Издательство Александра Сазанова, 2000. — № 3. — С. 75—77.
- Бобров Р. В. Реформатор Пётр Аркадьевич Столыпин // Реквием : российский ритуально-духовный журнал. — Санкт-Петербург: Издательство Александра Сазанова, 2000. — № 4. — С. 97—101.
- Бобров Р. В. Отец российской фенологии Д. Н. Кайгородов // Реквием : российский ритуально-духовный журнал. — Санкт-Петербург: Издательство Александра Сазанова, 2001. — № 1. — С. 97—101.
- Бобров Р. В. Животные на пьедестале // Реквием : российский ритуально-духовный журнал. — Санкт-Петербург: Издательство Александра Сазанова, 2001. — № 1. — С. 103—105.
- Бобров Р. В. Главный директор путей сообщения Якоб (Яков) Ефимович Сиверс (1731—1808) // Реквием : российский ритуально-духовный журнал. — Санкт-Петербург: Издательство Александра Сазанова, 2001. — № 2. — С. 67—70.
- Бобров Р. В. Егор Францевич Канкрин: финансовый гений России // Реквием : российский ритуально-духовный журнал. — Санкт-Петербург: Издательство Александра Сазанова, 2001. — № 3—4. — С. 108-—114.
- Бобров Р. В. Петербургские немцы // Спб. «Издательство Александра Сазанова» : Российский ритуально-духовный журнал «Реквием». — 2002. — № 1. — С. 68—72.
- Бобров Р. В. Внук генералиссимуса: Александр Аркадьевич Суворов (1804—1882) // Реквием : российский ритуально-духовный журнал. — Санкт-Петербург: Издательство Александра Сазанова, 2002. — № 2. — С. 68—73.
- Бобров Р. В. «Военный Дапь» — Александр Фомич Погосский (1816—1874) // Реквием : российский ритуально-духовный журнал. — Санкт-Петербург: Издательство Александра Сазанова, 2002. — № 4. — С. 63—68.
- Бобров Р. В. Павел Петрович Мельников — строитель дорог (1862—1869) // Реквием : российский ритуально-духовный журнал. — Санкт-Петербург: Издательство Александра Сазанова, 2003. — № 2. — С. 45—47.
- Бобров Р. В. Каждый труд благословен // Реквием : российский ритуально-духовный журнал. — Санкт-Петербург: Издательство Александра Сазанова, 2004. — № 1. — С. 10—17.
- Бобров Р. В. Посмертный дар адмирала Ушакова // Реквием : российский ритуально-духовный журнал. — Санкт-Петербург: Издательство Александра Сазанова, 2004. — № 3. — С. 42—48.
- Бобров Р. В. Русские учёные: отец и сын Богдановы // Реквием : российский ритуально-духовный журнал. — Санкт-Петербург: Издательство Александра Сазанова, 2004—2005. — № 4/2004—1/2005. — С. 69—74.
- Бобров Р. В. Учёный лесничий Егор Андреевич Петерсон // Реквием : российский ритуально-духовный журнал. — Санкт-Петербург: Издательство Александра Сазанова, 2005. — № 4. — С. 47—50.
- Бобров Р. В. Вселенская любовь поэта (На 80-летие со дня смерти С. А. Есенина) // Реквием : российский ритуально-духовный журнал. — Санкт-Петербург: Издательство Александра Сазанова, 2006. — № 2—3. — С. 97—102.

## Награды
- Орден Трудового Красного Знамени
- Орден «Знак Почёта»
- Медали